# Maj Sønstevold
Maj Sønstevold, född Maj Lundén den 9 september 1917 i Sollefteå, död den 14 mars 1996 i Norge, var en svensk tonsättare.
Hon studerade piano för Sven Brandel och Gottfrid Boon i Stockholm. Hon fortsatte studierna med jazz, improvisation och komposition för Billy Mayerl i London. År 1945 gifte hon sig med tonsättaren Gunnar Sønstevold och blev norsk medborgare och de bosatte sig i Norge. År 1966 avlade hon examen i komposition vid Hochschule für Musik und darstellende Kunst i Wien.
Sønstevold var en mycket mångsidig tonsättare. Hennes verkförteckning innehåller konstmusik, jazz, underhållningsmusik, seriell musik och avant garde. Hon var mycket engagerad i film-, teater- och tv-produktioner och bidrog med musik till över 50 olika dramatiska uppsättningar där musikstilen var väl avpassad till handlingen. I verkförteckningen finns orkesterverk, kammarmusik, sånger, populärmusik, verk för kör och soloinstrument – särskilt piano och harpa.
Bland hennes verk kan nämnas orkesterverken The Strange Dreams Of The Old Major, Summerdays by the Sea och Festival Ouverture. Bland kammarmusikverken kan nämnas Neun Haiku för alt, flöjt och harpa, komponerad i strikt tolvtonsteknik. I pianostycket Polytonal Blues visar hon upp sitt intresse för jazz.
Mellan 1971 och 1985 undervisade hon i harmonilära, instrumentation, kontrapunkt, partiturläsning, jazz, filmmusik och repertoar vid universitetet i Oslo. År 1974 grundade hon tillsammans med sin make "Gunnar og Maj Sønstevolds musikkskole" i Rakkestad i Østfold i Norge.
Hennes morbror var zoologen Orvar Nybelin

## Filmmusik (urval)
- 1952 – Tom og Mette på sporet
- 1953 – Skøytekongen
- 1955 – Trost i taklampa
- 1956 – Toya rymmer
- 1957 – Fjols til fjells
- 1957 – Toya – vilse i fjällen
- 1958 – Elias rekefisker
- 1958 – Salve Sauegjeter
- 1958 – Lån meg din kone
- 1959 – Støv på hjernen
- 1960 – Venner
- 1960 – Veien tilbake
- 1960 – Millionær for en aften
- 1961 – Bussen